# Campeonato Nacional de Interligas 2015-16 (Paraguay)
El Campeonato Nacional de Interligas de la temporada 2015-16 fue la 40.ª edición del máximo evento a nivel de selecciones de fútbol de las federaciones del interior de Paraguay. El campeonato es organizado por la Unión del Fútbol del Interior y en esta edición participarán 38 ligas de los 17 departamentos de Paraguay. El torneo, en su etapa interdepartamental, inició el 22 de noviembre de 2015 y la definición por el título se dio el 14 de febrero de 2016. La Liga Guaireña de Fútbol, del Distrito Villarrica del Departamento de Guairá, se coronó campeona por quinta vez en su historia.

## Sistema de competición
Consta de seis fases conformadas por llaves donde los mejores clasifican a la siguiente fase por eliminación directa.

## Equipos participantes
| Departamento     | Ciudad                                                                          | Equipo | Vía de Clasificación |
| ---------------- | ------------------------------------------------------------------------------- | --- | --- |
| Concepción       | Horqueta Concepción                                                             | Liga Horqueteña de Fútbol Liga Concepcionera de Fútbol                                                           | Campeón del Torneo Interligas de Concepción 2015 Nacional B 2015 |
| San Pedro        | Capiibary General Isidoro Resquín Nueva Germania                                | Liga Deportiva Capiibary Liga Deportiva General Resquín Liga Germanina de Deportes                               | Campeón del Torneo Interligas de San Pedro 2015 Vicecampeón del Torneo Interligas de San Pedro 2015 Tercer Puesto del Torneo Interligas de San Pedro 2015                          |
| Cordillera       | Atyrá Tobatí Piribebuy                                                          | Liga Atyreña de Deportes Liga Tobateña de Deportes Liga Deportiva de Piribebuy                                   | Campeón del Torneo Interligas de Cordillera 2015 Vicecampeón del Torneo Interligas de Cordillera 2015 Tercer Puesto del Torneo Interligas de Cordillera 2015                       |
| Guairá           | Eugenio Garay Mauricio Troche Villarrica                                        | Liga Deportiva General Eugenio A. Garay Liga Deportiva de Mauricio José Troche Liga Guaireña de Fútbol           | Campeón del Torneo Interligas de Guairá 2015 Vicecampeón del Torneo Interligas de Guairá 2015 Nacional B 2015                                                                      |
| Caaguazú         | Simón Bolívar Repatriación Santa Rosa del Mbutuy Doctor J. Eulogio Estigarribia | Liga Deportiva Simón Bolívar Liga Repatriación de Fútbol Liga Santarroseña de Fútbol Liga Deportiva Campo 9      | Campeón del Torneo Interligas de Caaguazú 2015 Vicecampeón del Torneo Interligas de Caaguazú 2015 Tercer Puesto del Torneo Interligas de Caaguazú 2015 Nacional B 2015             |
| Caazapá          | Caazapá Yuty                                                                    | Liga Caazapeña de Fútbol Liga Yuteña de Fútbol                                                                   | Campeón del Torneo Interligas de Caazapá 2015 Sede de Inauguración |
| Itapúa           | San Cosme y Damián San Pedro del Paraná Tomás Romero Pereira Encarnación        | Liga Sancosmeña de Deportes Liga Tebicuary de Fútbol Liga Deportiva Maria Auxiliadora Liga Encarnacena de Fútbol | Campeón del Torneo Interligas de Itapúa 2015 Vicecampeón del Torneo Interligas de Itapúa 2015 Tercer Puesto del Torneo Interligas de Itapúa 2015 Nacional B 2015                   |
| Misiones         | San Ignacio                                                                     | Liga Ignaciana de Deportes                                                                                       | Campeón del Torneo Interligas de Misiones 2015 |
| Paraguarí        | Paraguarí La Colmena Ybycuí                                                     | Liga Regional de Fútbol Paraguarí Liga Colmenense de Fútbol Liga Agrícola de Fútbol                              | Campeón del Torneo Interligas de Paraguarí 2015 Vicecampeón del Torneo Interligas de Paraguarí 2015 Tercer Puesto del Torneo Interligas de Paraguarí 2015                          |
| Alto Paraná      | Santa Rita Ciudad del Este                                                      | Liga Santarriteña de Fútbol Liga Deportiva Paranaense                                                            | Campeón del Torneo Interligas de Alto Paraná 2015 Nacional B 2015 |
| Central          | Luque Limpio San Lorenzo Itauguá                                                | Liga Luqueña de Fútbol Liga Limpeña de Fútbol Liga Sanlorenzana de Fútbol Liga Itaugüeña de Fútbol               | Campeón del Torneo Interligas de Central 2015 Vicecampeón del Torneo Interligas de Central 2015 Tercer Puesto del Torneo Interligas de Central 2015 Vicecampeón Interligas 2013/14 |
| Ñeembucú         | San Juan Bautista del Ñeembucú Pilar                                            | Liga Ganadera de Futbol Ñeembucu Liga Pilarense de Fútbol                                                        | Campeón del Torneo Interligas de Ñeembucú 2015 Nacional B 2015 |
| Amambay          | Pedro Juan Caballero                                                            | Liga Deportiva del Amambay                                                                                       | Campeón del Torneo Interligas de Amambay 2015 |
| Canindeyú        | Curuguaty                                                                       | Liga Curuguateña de Fútbol                                                                                       | Campeón del Torneo Interligas de Canindeyú 2015 |
| Presidente Hayes | Benjamín Aceval                                                                 | Liga Benjamin Aceval de Fútbol                                                                                   | Campeón del Torneo Interligas de Presidente Hayes 2015 |
| Boquerón         | Filadelfia                                                                      | Liga Deportiva Defensores del Chaco                                                                              | Campeón del Torneo Interligas de Boquerón 2015 |
| Alto Paraguay    | Puerto Casado                                                                   | Liga Deportiva Casadeña                                                                                          | Campeón del Torneo Interligas de Alto Paraguay 2015 |

## Primera fase
En esta fase las 38 ligas fueron divididas en 19 llaves de dos equipos, ordenados de acuerdo con la proximidad geográfica. Esta fase se disputará por puntos a través de encuentros de ida y vuelta. El ganador de cada llave y el mejor Segundo se clasifica a la siguiente fase (20 equipos).
Criterios de Desempate
Si los equipos terminan sus partidos empatados en puntos se ejecutarán penales para definir al equipo mejor ubicado en la llave. No se tendrá en cuenta el saldo de goles.
Los días en que disputaron las fechas, están señaladas a continuación:
- Fecha 1: 22 y 29 de noviembre.
- Fecha 2: 6 y 8 de diciembre.

|  |  |

### Llave 1
| Equipo                       | Pts | PJ | PG | PE | PP | GF | GC | DG |
| ---------------------------- | --- | -- | -- | -- | -- | -- | -- | -- |
| Liga Concepcionera de Fútbol | 3   | 1  | 1  | 0  | 1  | 4  | 4  | 0  |
| Liga Deportiva Casadeña      | 3   | 1  | 1  | 0  | 1  | 4  | 4  | 0  |

| Fecha 1 | Liga Concepcionera de Fútbol | 2 - 1        | Liga Deportiva Casadeña      |
| Fecha 2 | Liga Deportiva Casadeña      | 3 - 2 (p)1-2 | Liga Concepcionera de Fútbol |

### Llave 2
| Equipo                              | Pts | PJ | PG | PE | PP | GF | GC | DG |
| ----------------------------------- | --- | -- | -- | -- | -- | -- | -- | -- |
| Liga Benjamin Aceval de Fútbol      | 4   | 2  | 1  | 1  | 0  | 7  | 4  | 3  |
| Liga Deportiva Defensores del Chaco | 1   | 2  | 0  | 1  | 1  | 4  | 7  | -3 |

| Fecha 1 | Liga Benjamin Aceval de Fútbol      | 4 - 1 | Liga Deportiva Defensores del Chaco |
| Fecha 2 | Liga Deportiva Defensores del Chaco | 3 - 3 | Liga Benjamin Aceval de Fútbol      |

### Llave 3
| Equipo                     | Pts | PJ | PG | PE | PP | GF | GC | DG |
| -------------------------- | --- | -- | -- | -- | -- | -- | -- | -- |
| Liga Deportiva del Amambay | 6   | 2  | 2  | 0  | 0  | 6  | 2  | 4  |
| Liga Germanina de Deportes | 0   | 2  | 0  | 0  | 2  | 2  | 6  | -4 |

| Fecha 1 | Liga Deportiva del Amambay | 3 - 0 | Liga Germanina de Deportes |
| Fecha 2 | Liga Germanina de Deportes | 2 - 3 | Liga Deportiva del Amambay |

### Llave 4
| Equipo                      | Pts | PJ | PG | PE | PP | GF | GC | DG |
| --------------------------- | --- | -- | -- | -- | -- | -- | -- | -- |
| Liga Santarroseña de Fútbol | 4   | 2  | 1  | 1  | 0  | 4  | 2  | 2  |
| Liga Sanlorenzana de Fútbol | 1   | 2  | 0  | 1  | 1  | 2  | 4  | -2 |

| Fecha 1 | Liga Sanlorenzana de Fútbol | 1 - 3 | Liga Santarroseña de Fútbol |
| Fecha 2 | Liga Santarroseña de Fútbol | 1 - 1 | Liga Sanlorenzana de Fútbol |

### Llave 5
| Equipo                         | Pts | PJ | PG | PE | PP | GF | GC | DG |
| ------------------------------ | --- | -- | -- | -- | -- | -- | -- | -- |
| Liga Deportiva General Resquín | 4   | 2  | 1  | 1  | 0  | 3  | 2  | 1  |
| Liga Horqueteña de Fútbol      | 1   | 2  | 0  | 1  | 1  | 2  | 3  | -1 |

| Fecha 1 | Liga Horqueteña de Fútbol      | 0 - 0 | Liga Deportiva General Resquín |
| Fecha 2 | Liga Deportiva General Resquín | 3 - 2 | Liga Horqueteña de Fútbol      |

### Llave 6
| Equipo                     | Pts | PJ | PG | PE | PP | GF | GC | DG |
| -------------------------- | --- | -- | -- | -- | -- | -- | -- | -- |
| Liga Deportiva Capiibary   | 2   | 2  | 0  | 2  | 0  | 3  | 3  | 0  |
| Liga Curuguateña de Fútbol | 2   | 2  | 0  | 2  | 0  | 3  | 3  | 0  |

| Fecha 1 | Liga Curuguateña de Fútbol | 3 - 3        | Liga Deportiva Capiibary   |
| Fecha 2 | Liga Deportiva Capiibary   | 0 - 0 (p)4:2 | Liga Curuguateña de Fútbol |

### Llave 7
| Equipo                   | Pts | PJ | PG | PE | PP | GF | GC | DG |
| ------------------------ | --- | -- | -- | -- | -- | -- | -- | -- |
| Liga Tebicuary de Fútbol | 4   | 2  | 1  | 1  | 0  | 2  | 1  | 1  |
| Liga Yuteña de Fútbol    | 1   | 2  | 0  | 1  | 1  | 1  | 2  | -1 |

| Fecha 1 | Liga Yuteña de Fútbol    | 0 - 1 | Liga Tebicuary de Fútbol |
| Fecha 2 | Liga Tebicuary de Fútbol | 1 - 1 | Liga Yuteña de Fútbol    |

### Llave 8
| Equipo                           | Pts | PJ | PG | PE | PP | GF | GC | DG |
| -------------------------------- | --- | -- | -- | -- | -- | -- | -- | -- |
| Liga Deportiva Paranaense        | 6   | 2  | 2  | 0  | 0  | 8  | 1  | 7  |
| Liga Deportiva Maria Auxiliadora | 0   | 2  | 0  | 0  | 2  | 1  | 8  | -7 |

| Fecha 1 | Liga Deportiva Paranaense        | 5 - 0 | LLiga Deportiva Maria Auxiliadora |
| Fecha 2 | Liga Deportiva Maria Auxiliadora | 1 - 3 | Liga Deportiva Paranaense         |

### Llave 9
| Equipo                           | Pts | PJ | PG | PE | PP | GF | GC | DG |
| -------------------------------- | --- | -- | -- | -- | -- | -- | -- | -- |
| Liga Ignaciana de Deportes       | 6   | 2  | 2  | 0  | 0  | 8  | 0  | 8  |
| Liga Ganadera de Futbol Ñeembucu | 0   | 2  | 0  | 0  | 2  | 0  | 8  | -8 |

| Fecha 1 | Liga Ignaciana de Deportes       | 3 - 0 | Liga Ganadera de Futbol Ñeembucu |
| Fecha 2 | Liga Ganadera de Futbol Ñeembucu | 0 - 5 | Liga Ignaciana de Deportes       |

### Llave 10
| Equipo                     | Pts | PJ | PG | PE | PP | GF | GC | DG |
| -------------------------- | --- | -- | -- | -- | -- | -- | -- | -- |
| Liga Encarnacena de Fútbol | 6   | 2  | 2  | 0  | 0  | 4  | 1  | 3  |
| Liga Pilarense de Fútbol   | 0   | 2  | 0  | 0  | 2  | 1  | 4  | -3 |

| Fecha 1 | Liga Pilarense de Fútbol   | 1 - 2 | Liga Encarnacena de Fútbol |
| Fecha 2 | Liga Encarnacena de Fútbol | 2 - 0 | Liga Pilarense de Fútbol   |

### Llave 11
| Equipo                      | Pts | PJ | PG | PE | PP | GF | GC | DG |
| --------------------------- | --- | -- | -- | -- | -- | -- | -- | -- |
| Liga Repatriación de Fútbol | 4   | 2  | 1  | 1  | 0  | 4  | 2  | 2  |
| Liga Santarriteña de Fútbol | 1   | 2  | 1  | 1  | 0  | 2  | 4  | -2 |

| Fecha 1 | Liga Repatriación de Fútbol | 3 - 1 | Liga Santarriteña de Fútbol |
| Fecha 2 | Liga Santarriteña de Fútbol | 1 - 1 | Liga Repatriación de Fútbol |

### Llave 12
| Equipo                  | Pts | PJ | PG | PE | PP | GF | GC | DG |
| ----------------------- | --- | -- | -- | -- | -- | -- | -- | -- |
| Liga Agrícola de Fútbol | 4   | 2  | 1  | 1  | 0  | 6  | 3  | 3  |
| Liga Luqueña de Fútbol  | 1   | 2  | 0  | 1  | 1  | 3  | 6  | -3 |

| Fecha 1 | Liga Agrícola de Fútbol | 1 - 1 | Liga Luqueña de Fútbol  |
| Fecha 2 | Liga Luqueña de Fútbol  | 2 - 5 | Liga Agrícola de Fútbol |

### Llave 13
| Equipo                   | Pts | PJ | PG | PE | PP | GF | GC | DG |
| ------------------------ | --- | -- | -- | -- | -- | -- | -- | -- |
| Liga Guaireña de Fútbol  | 4   | 2  | 1  | 1  | 0  | 1  | 0  | 1  |
| Liga Caazapeña de Fútbol | 1   | 2  | 0  | 1  | 1  | 0  | 1  | -1 |

| Fecha 1 | Liga Caazapeña de Fútbol | 0 - 1 | Liga Guaireña de Fútbol  |
| Fecha 2 | Liga Guaireña de Fútbol  | 0 - 0 | Liga Caazapeña de Fútbol |

### Llave 14
| Equipo                      | Pts | PJ | PG | PE | PP | GF | GC | DG |
| --------------------------- | --- | -- | -- | -- | -- | -- | -- | -- |
| Liga Deportiva de Piribebuy | 3   | 2  | 0  | 2  | 0  | 2  | 3  | -1 |
| Liga Colmenense de Fútbol   | 3   | 2  | 0  | 2  | 0  | 2  | 3  | 1  |

| Fecha 1 | Liga Colmenense de Fútbol   | 2 - 0        | Liga Deportiva de Piribebuy |
| Fecha 2 | Liga Deportiva de Piribebuy | 2 - 1 (p)5-3 | Liga Colmenense de Fútbol   |

### Llave 15
| Equipo                                 | Pts | PJ | PG | PE | PP | GF | GC | DG |
| -------------------------------------- | --- | -- | -- | -- | -- | -- | -- | -- |
| Liga Deportiva Campo 9                 | 4   | 2  | 1  | 1  | 0  | 5  | 3  | 2  |
| Liga Deportiva de Mauricio José Troche | 1   | 2  | 0  | 1  | 1  | 3  | 5  | -2 |

| Fecha 1 | Liga Deportiva Campo 9                 | 2 - 3        | Liga Deportiva de Mauricio José Troche |
| Fecha 2 | Liga Deportiva de Mauricio José Troche | 0 - 3 (p)4-5 | Liga Deportiva Campo 9                 |

### Llave 16
| Equipo                                  | Pts | PJ | PG | PE | PP | GF | GC | DG |
| --------------------------------------- | --- | -- | -- | -- | -- | -- | -- | -- |
| Liga Deportiva Simón Bolívar            | 2   | 2  | 0  | 2  | 0  | 3  | 3  | 0  |
| Liga Deportiva General Eugenio A. Garay | 2   | 2  | 0  | 2  | 0  | 3  | 3  | 0  |

| Fecha 1 | Liga Deportiva Simón Bolívar            | 2 - 2        | Liga Deportiva General Eugenio A. Garay |
| Fecha 2 | Liga Deportiva General Eugenio A. Garay | 1 - 1 (p)5-4 | Liga Deportiva Simón Bolívar            |

### Llave 17
| Equipo                   | Pts | PJ | PG | PE | PP | GF | GC | DG |
| ------------------------ | --- | -- | -- | -- | -- | -- | -- | -- |
| Liga Atyreña de Deportes | 6   | 2  | 2  | 0  | 0  | 2  | 2  | 3  |
| Liga Limpeña de Fútbol   | 0   | 2  | 0  | 0  | 2  | 2  | 5  | -3 |

| Fecha 1 | Liga Limpeña de Fútbol   | 0 - 1 | Liga Atyreña de Deportes |
| Fecha 2 | Liga Atyreña de Deportes | 4 - 2 | Liga Limpeña de Fútbol   |

### Llave 18
| Equipo                    | Pts | PJ | PG | PE | PP | GF | GC | DG |
| ------------------------- | --- | -- | -- | -- | -- | -- | -- | -- |
| Liga Itaugüeña de Fútbol  | 2   | 2  | 0  | 2  | 0  | 3  | 3  | 0  |
| Liga Tobateña de Deportes | 2   | 2  | 0  | 2  | 0  | 3  | 3  | 0  |

| Fecha 1 | Liga Itaugüeña de Fútbol  | 0 - 0        | Liga Tobateña de Deportes |
| Fecha 2 | Liga Tobateña de Deportes | 3 - 3 (p)1-4 | Liga Itaugüeña de Fútbol  |

### Llave 19
| Equipo                            | Pts | PJ | PG | PE | PP | GF | GC | DG |
| --------------------------------- | --- | -- | -- | -- | -- | -- | -- | -- |
| Liga Sancosmeña de Deportes       | 4   | 2  | 1  | 1  | 0  | 4  | 3  | 1  |
| Liga Regional de Fútbol Paraguarí | 1   | 2  | 0  | 1  | 1  | 3  | 4  | -1 |

| Fecha 1 | Liga Sancosmeña de Deportes       | 3 - 2 | Liga Regional de Fútbol Paraguarí |
| Fecha 2 | Liga Regional de Fútbol Paraguarí | 1 - 1 | Liga Sancosmeña de Deportes       |

### Tabla de segundos
El mejor segundo de las llaves clasifica a la siguiente fase.
| Equipo                                  | Pts | PJ | PG | PE | PP | GF | GC | DG |
| --------------------------------------- | --- | -- | -- | -- | -- | -- | -- | -- |
| Liga Colmenense de Fútbol               | 3   | 2  | 0  | 2  | 0  | 2  | 3  | 1  |
| Liga Deportiva Casadeña                 | 3   | 1  | 1  | 0  | 1  | 4  | 4  | 0  |
| Liga Deportiva General Eugenio A. Garay | 2   | 2  | 0  | 2  | 0  | 3  | 3  | 0  |
| Liga Curuguateña de Fútbol              | 2   | 2  | 0  | 2  | 0  | 3  | 3  | 0  |
| Liga Tobateña de Deportes               | 2   | 2  | 0  | 2  | 0  | 3  | 3  | 0  |
| Liga Regional de Fútbol Paraguarí       | 1   | 2  | 0  | 1  | 1  | 3  | 4  | -1 |
| Liga Horqueteña de Fútbol               | 1   | 2  | 0  | 1  | 1  | 2  | 3  | -1 |
| Liga Yuteña de Fútbol                   | 1   | 2  | 0  | 1  | 1  | 1  | 2  | -1 |
| Liga Caazapeña de Fútbol                | 1   | 2  | 0  | 1  | 1  | 0  | 1  | -1 |
| Liga Deportiva de Mauricio José Troche  | 1   | 2  | 0  | 1  | 1  | 3  | 5  | -2 |
| Liga Santarriteña de Fútbol             | 1   | 2  | 1  | 1  | 0  | 2  | 4  | -2 |
| Liga Sanlorenzana de Fútbol             | 1   | 2  | 0  | 1  | 1  | 2  | 4  | -2 |
| Liga Deportiva Defensores del Chaco     | 1   | 2  | 0  | 1  | 1  | 4  | 7  | -3 |
| Liga Luqueña de Fútbol                  | 1   | 2  | 0  | 1  | 1  | 3  | 6  | -3 |
| Liga Limpeña de Fútbol                  | 0   | 2  | 0  | 0  | 2  | 2  | 5  | -3 |
| Liga Pilarense de Fútbol                | 0   | 2  | 0  | 0  | 2  | 1  | 4  | -3 |
| Liga Germanina de Deportes              | 0   | 2  | 0  | 0  | 2  | 2  | 6  | -4 |
| Liga Deportiva Maria Auxiliadora        | 0   | 2  | 0  | 0  | 2  | 1  | 8  | -7 |
| Liga Ganadera de Futbol Ñeembucu        | 0   | 2  | 0  | 0  | 2  | 0  | 8  | -8 |

## Segunda fase
En esta fase las 20 ligas fueron divididas en 10 llaves de dos equipos, ordenados de acuerdo con la proximidad geográfica. Esta fase se disputará por puntos a través de encuentros de ida y vuelta. El ganador de cada llave se clasifica a la siguiente fase (10 equipos).
Los días en que se disputaron las fechas, están señaladas a continuación:
- Fecha 1:  13 de diciembre.
- Fecha 2: 20 de diciembre.

|  |  |

### Llave 1
| Equipo                      | Pts | PJ | PG | PE | PP | GF | GC | DG |
| --------------------------- | --- | -- | -- | -- | -- | -- | -- | -- |
| Liga Guaireña de Fútbol     | 4   | 2  | 1  | 1  | 0  | 2  | 1  | 1  |
| Liga Deportiva de Piribebuy | 1   | 2  | 0  | 1  | 1  | 1  | 2  | -1 |

| Fecha 1 | Liga Guaireña de Fútbol     | 3 - 1 | Liga Deportiva de Piribebuy |
| Fecha 2 | Liga Deportiva de Piribebuy | 0 - 0 | Liga Guaireña de Fútbol     |

### Llave 2
| Equipo                   | Pts | PJ | PG | PE | PP | GF | GC | DG |
| ------------------------ | --- | -- | -- | -- | -- | -- | -- | -- |
| Liga Atyreña de Deportes | 3   | 2  | 1  | 0  | 1  | 1  | 3  | -2 |
| Liga Itaugüeña de Fútbol | 3   | 2  | 1  | 0  | 1  | 3  | 1  | 2  |

| Fecha 1 | Liga Itaugüeña de Fútbol | 0 - 1        | Liga Atyreña de Deportes |
| Fecha 2 | Liga Atyreña de Deportes | 0 - 3 (p)4:3 | Liga Itaugüeña de Fútbol |

### Llave 3
| Equipo                      | Pts | PJ | PG | PE | PP | GF | GC | DG |
| --------------------------- | --- | -- | -- | -- | -- | -- | -- | -- |
| Liga Repatriación de Fútbol | 4   | 2  | 1  | 1  | 0  | 3  | 2  | 1  |
| Liga Deportiva Capiibary    | 1   | 2  | 0  | 1  | 1  | 2  | 3  | -1 |

| Fecha 1 | Liga Repatriación de Fútbol | 1 - 1 | Liga Deportiva Capiibary    |
| Fecha 2 | Liga Deportiva Capiibary    | 1 - 2 | Liga Repatriación de Fútbol |

### Llave 4
| Equipo                     | Pts | PJ | PG | PE | PP | GF | GC | DG |
| -------------------------- | --- | -- | -- | -- | -- | -- | -- | -- |
| Liga Ignaciana de Deportes | 3   | 2  | 1  | 0  | 1  | 4  | 5  | -1 |
| Liga Tebicuary de Fútbol   | 3   | 2  | 1  | 0  | 1  | 5  | 4  | 1  |

| Fecha 1 | Liga Ignaciana de Deportes | 3 - 1        | Liga Tebicuary de Fútbol   |
| Fecha 2 | Liga Tebicuary de Fútbol   | 4 - 1 (p)1:3 | Liga Ignaciana de Deportes |

### Llave 5
| Equipo                                  | Pts | PJ | PG | PE | PP | GF | GC | DG |
| --------------------------------------- | --- | -- | -- | -- | -- | -- | -- | -- |
| Liga Colmenense de Fútbol               | 4   | 2  | 1  | 1  | 0  | 2  | 1  | 1  |
| Liga Deportiva General Eugenio A. Garay | 1   | 2  | 0  | 1  | 1  | 1  | 2  | -1 |

| Fecha 1 | Liga Colmenense de Fútbol               | 1 - 1 | Liga Deportiva General Eugenio A. Garay |
| Fecha 2 | Liga Deportiva General Eugenio A. Garay | 0 - 1 | Liga Colmenense de Fútbol               |

### Llave 6
| Equipo                      | Pts | PJ | PG | PE | PP | GF | GC | DG |
| --------------------------- | --- | -- | -- | -- | -- | -- | -- | -- |
| Liga Encarnacena de Fútbol  | 4   | 2  | 1  | 1  | 0  | 4  | 2  | 2  |
| Liga Sancosmeña de Deportes | 1   | 2  | 0  | 1  | 1  | 2  | 4  | -2 |

| Fecha 1 | Liga Encarnacena de Fútbol  | 3 - 1 | Liga Sancosmeña de Deportes |
| Fecha 2 | Liga Sancosmeña de Deportes | 1 - 1 | Liga Encarnacena de Fútbol  |

### Llave 7
| Equipo                         | Pts | PJ | PG | PE | PP | GF | GC | DG |
| ------------------------------ | --- | -- | -- | -- | -- | -- | -- | -- |
| Liga Agrícola de Fútbol        | 6   | 2  | 2  | 0  | 0  | 4  | 0  | 4  |
| Liga Benjamin Aceval de Fútbol | 0   | 2  | 0  | 0  | 2  | 0  | 4  | -4 |

| Fecha 1 | Liga Agrícola de Fútbol        | 1 - 0 | Liga Benjamin Aceval de Fútbol |
| Fecha 2 | Liga Benjamin Aceval de Fútbol | 0 - 3 | Liga Agrícola de Fútbol        |

### Llave 8
| Equipo                         | Pts | PJ | PG | PE | PP | GF | GC | DG |
| ------------------------------ | --- | -- | -- | -- | -- | -- | -- | -- |
| Liga Santarroseña de Fútbol    | 6   | 2  | 2  | 0  | 0  | 6  | 2  | 4  |
| Liga Deportiva General Resquín | 0   | 2  | 0  | 0  | 2  | 2  | 6  | -4 |

| Fecha 1 | Liga Deportiva General Resquín | 1 - 3 | Liga Santarroseña de Fútbol    |
| Fecha 2 | Liga Santarroseña de Fútbol    | 3 - 1 | Liga Deportiva General Resquín |

### Llave 9
| Equipo                       | Pts | PJ | PG | PE | PP | GF | GC | DG |
| ---------------------------- | --- | -- | -- | -- | -- | -- | -- | -- |
| Liga Concepcionera de Fútbol | 4   | 2  | 1  | 1  | 0  | 2  | 1  | 1  |
| Liga Deportiva del Amambay   | 1   | 2  | 0  | 1  | 1  | 1  | 2  | -1 |

| Fecha 1 | Liga Deportiva del Amambay   | 0 - 1 | Liga Concepcionera de Fútbol |
| Fecha 2 | Liga Concepcionera de Fútbol | 1 - 1 | Liga Deportiva del Amambay   |

### Llave 10
| Equipo                    | Pts | PJ | PG | PE | PP | GF | GC | DG |
| ------------------------- | --- | -- | -- | -- | -- | -- | -- | -- |
| Liga Deportiva Paranaense | 2   | 2  | 0  | 2  | 0  | 0  | 0  | 0  |
| Liga Deportiva Campo 9    | 2   | 2  | 0  | 2  | 0  | 0  | 0  | 0  |

| Fecha 1 | Liga Deportiva Campo 9   | 0 - 0        | Liga Tebicuary de Fútbol |
| Fecha 2 | Liga Tebicuary de Fútbol | 0 - 0 (p)3:4 | Liga Deportiva Campo 9   |

## Tercera Fase
En esta fase las 10 ligas fueron divididas en 5 llaves de dos equipos, ordenados de acuerdo con la proximidad geográfica. Esta fase se disputará por puntos a través de encuentros de ida y vuelta. El ganador de cada llave y el mejor Segundo se clasifica a la siguiente fase (6 equipos).
Los días en que disputaron las fechas, están señaladas a continuación:
- Fecha 1: 27 y 28 de diciembre
- Fecha 2: 3 de enero

|  |  |

### Llave 1
| Equipo                      | Pts | PJ | PG | PE | PP | GF | GC | DG |
| --------------------------- | --- | -- | -- | -- | -- | -- | -- | -- |
| Liga Deportiva Paranaense   | 2   | 2  | 0  | 2  | 0  | 2  | 2  | 0  |
| Liga Repatriación de Fútbol | 2   | 2  | 0  | 2  | 0  | 2  | 2  | 0  |

| Fecha 1 | Liga Repatriación de Fútbol | 1 - 1        | Liga Deportiva Paranaense   |
| Fecha 2 | Liga Deportiva Paranaense   | 1 - 1 (p)3:1 | Liga Repatriación de Fútbol |

### Llave 2
| Equipo                      | Pts | PJ | PG | PE | PP | GF | GC | DG |
| --------------------------- | --- | -- | -- | -- | -- | -- | -- | -- |
| Liga Encarnacena de Fútbol  | 4   | 2  | 1  | 0  | 1  | 4  | 2  | 2  |
| Liga Ignaciana de Deportess | 1   | 2  | 1  | 0  | 1  | 2  | 4  | -2 |

| Fecha 1 | Liga Ignaciana de Deportes | 1 - 1 | Liga Encarnacena de Fútbol |
| Fecha 2 | Liga Encarnacena de Fútbol | 3 - 1 | Liga Ignaciana de Deportes |

### Llave 3
| Equipo                       | Pts | PJ | PG | PE | PP | GF | GC | DG |
| ---------------------------- | --- | -- | -- | -- | -- | -- | -- | -- |
| Liga Guaireña de Fútbol      | 2   | 2  | 0  | 2  | 0  | 2  | 2  | 0  |
| Liga Concepcionera de Fútbol | 2   | 2  | 0  | 2  | 0  | 2  | 2  | 0  |

| Fecha 1 | Liga Guaireña de Fútbol      | 2 - 2        | Liga Concepcionera de Fútbol |
| Fecha 2 | Liga Concepcionera de Fútbol | 0 - 0 (p)1:4 | Liga Guaireña de Fútbol      |

### Llave 4
| Equipo                      | Pts | PJ | PG | PE | PP | GF | GC | DG |
| --------------------------- | --- | -- | -- | -- | -- | -- | -- | -- |
| Liga Santarroseña de Fútbol | 3   | 2  | 1  | 0  | 1  | 2  | 2  | 0  |
| Liga Colmenense de Fútbol   | 3   | 2  | 1  | 0  | 1  | 2  | 2  | 0  |

| Fecha 1 | Liga Colmenense de Fútbol   | 2 - 0        | Liga Santarroseña de Fútbol |
| Fecha 2 | Liga Santarroseña de Fútbol | 2 - 0 (p)8:7 | Liga Colmenense de Fútbol   |

### Llave 5
| Equipo                   | Pts | PJ | PG | PE | PP | GF | GC | DG |
| ------------------------ | --- | -- | -- | -- | -- | -- | -- | -- |
| Liga Atyreña de Deportes | 2   | 2  | 0  | 2  | 0  | 2  | 2  | 0  |
| Liga Agrícola de Fútbol  | 2   | 2  | 0  | 2  | 0  | 2  | 2  | 0  |

| Fecha 1 | Liga Atyreña de Deportes | 1 - 1        | Liga Agrícola de Fútbol  |
| Fecha 2 | Liga Agrícola de Fútbol  | 1 - 1 (p)3:5 | Liga Atyreña de Deportes |

### Tabla de segundos
El mejor segundo de las llaves clasifica a la siguiente fase.
| Equipo                       | Pts | PJ | PG | PE | PP | GF | GC | DG |
| ---------------------------- | --- | -- | -- | -- | -- | -- | -- | -- |
| Liga Colmenense de Fútbol    | 3   | 2  | 1  | 0  | 1  | 2  | 2  | 0  |
| Liga Concepcionera de Fútbol | 2   | 2  | 0  | 2  | 0  | 2  | 2  | 0  |
| Liga Agrícola de Fútbol      | 2   | 2  | 0  | 2  | 0  | 2  | 2  | 0  |
| Liga Repatriación de Fútbol  | 2   | 2  | 0  | 2  | 0  | 2  | 2  | 0  |
| Liga Ignaciana de Deportess  | 1   | 2  | 1  | 0  | 1  | 2  | 4  | -2 |

## Cuarta Fase
En esta fase las 6 ligas fueron divididas en 3 llaves de dos equipos, ordenados de acuerdo con la proximidad geográfica. Esta fase se disputará por puntos a través de encuentros de ida y vuelta. El ganador de cada llave y el mejor Segundo se clasifica a la siguiente fase (4 equipos).
Los días en que disputaron las fechas, están señaladas a continuación:
- Fecha 1: 27 y 28 de diciembre.
- Fecha 2: 3 de enero.

|  |  |

### Llave 1
| Equipo                      | Pts | PJ | PG | PE | PP | GF | GC | DG |
| --------------------------- | --- | -- | -- | -- | -- | -- | -- | -- |
| Liga Santarroseña de Fútbol | 4   | 2  | 1  | 1  | 0  | 2  | 0  | 0  |
| Liga Deportiva Paranaense   | 1   | 2  | 0  | 1  | 1  | 0  | 2  | -2 |

| Fecha 1 | Liga Deportiva Paranaense   | 0 - 0 | Liga Santarroseña de Fútbol |
| Fecha 2 | Liga Santarroseña de Fútbol | 2 - 0 | Liga Deportiva Paranaense   |

### Llave 2
| Equipo                     | Pts | PJ | PG | PE | PP | GF | GC | DG |
| -------------------------- | --- | -- | -- | -- | -- | -- | -- | -- |
| Liga Encarnacena de Fútbol | 6   | 2  | 2  | 0  | 0  | 5  | 1  | 4  |
| Liga Colmenense de Fútbol  | 0   | 2  | 0  | 0  | 2  | 1  | 5  | -4 |

| Fecha 1 | Liga Encarnacena de Fútbol | 2 - 1 | Liga Colmenense de Fútbol  |
| Fecha 2 | Liga Colmenense de Fútbol  | 0 - 3 | Liga Encarnacena de Fútbol |

### Llave 3
| Equipo                   | Pts | PJ | PG | PE | PP | GF | GC | DG |
| ------------------------ | --- | -- | -- | -- | -- | -- | -- | -- |
| Liga Guaireña de Fútbol  | 3   | 2  | 1  | 0  | 1  | 3  | 4  | -1 |
| Liga Atyreña de Deportes | 3   | 2  | 1  | 0  | 1  | 4  | 3  | 1  |

| Fecha 1 | Liga Atyreña de Deportes | 4 - 2        | Liga Guaireña de Fútbol  |
| Fecha 2 | Liga Guaireña de Fútbol  | 1 - 0 (p)4:3 | Liga Atyreña de Deportes |

### Tabla de segundos
El mejor segundo de las llaves clasifica a la siguiente fase.
| Equipo                    | Pts | PJ | PG | PE | PP | GF | GC | DG |
| ------------------------- | --- | -- | -- | -- | -- | -- | -- | -- |
| Liga Atyreña de Deportes  | 3   | 2  | 1  | 0  | 1  | 4  | 3  | 1  |
| Liga Deportiva Paranaense | 1   | 2  | 0  | 1  | 1  | 0  | 2  | -2 |
| Liga Colmenense de Fútbol | 0   | 2  | 0  | 0  | 2  | 1  | 5  | -4 |

## Fase final
|  | Semifinales                 | Semifinales | Semifinales              |   |                         | Final | Final | Final |  |
|  |                             |             |                          |   |                         |       |       |       |  |
|  |                             |             |                          |   |                         |       |       |       |  |
|  | Liga Guaireña de Fútbol     | 6           | 0 (3)                    |   |                         |       |       |       |  |
|  | Liga Guaireña de Fútbol     | 6           | 0 (3)                    |   |                         |       |       |       |  |
|  | Liga Santarroseña de Fútbol | 1           | 1 (4)                    |   |                         |       |       |       |  |
|  | Liga Santarroseña de Fútbol | 1           | 1 (4)                    |   | Liga Guaireña de Fútbol | 5     | 6     |       |  |
|  |                             |             |                          |   | Liga Guaireña de Fútbol | 5     | 6     |       |  |
|  |                             |             | Liga Atyreña de Deportes | 2 | 4                       |       |       |       |  |
|  | Liga Encarnacena de Fútbol  | 1           | Liga Atyreña de Deportes | 2 | 4                       | 0     |       |       |  |
|  | Liga Encarnacena de Fútbol  | 1           |                          |   |                         | 0     |       |       |  |
|  | Liga Atyreña de Deportes    | 1           | 3                        |   |                         |       |       |       |  |
|  | Liga Atyreña de Deportes    | 1           | 3                        |   |                         |       |       |       |  |
|  |                             |             |                          |   |                         |       |       |       |  |

### Semifinal
| 24 de enero de 2016 | Liga Guaireña de Fútbol | 6:1 | Liga Santarroseña de Fútbol |  |  |

| 30 de enero de 2016 | Liga Santarroseña de Fútbol | 1:0 ('p')3:4 | Liga Guaireña de Fútbol |  |  |

| 24 de enero de 2016 | Liga Encarnacena de Fútbol | 1:1 | Liga Atyreña de Deportes |  |  |

| 30 de enero de 2016 | Liga Atyreña de Deportes | 3:0 | Liga Encarnacena de Fútbol |  |  |

### Finales
| 7 de febrero de 2016 | Liga Guaireña de Fútbol | 5:2 | Liga Atyreña de Deportes |  |  |

| 14 de febrero de 2016 | Liga Atyreña de Deportes | 4:6 | Liga Guaireña de Fútbol |  |  |

| Campeón Liga Guaireña de Fútbol 5º título |